# Zappa (attrezzo)
La zappa è un attrezzo agricolo manuale per lavorare la terra (rompere il terreno, estirpare erbe inutili o nocive), costituito da una robusta lama in ferro quadrata, e talvolta trapezoidale o triangolare, infissa ad un manico generalmente di legno o metallo leggero (modernamente anche in plastica dura) della lunghezza tra i 35 ed i 70 cm, che insieme alla lama va a formare un angolo retto. Questo strumento deve la sua nascita all'inizio dell'agricoltura, ed è diffuso su tutto il globo.

## Tipologie
La zappa ha varianti grandi e varianti piccole:
- lo zappone è una zappa più robusta, con una lama lunga ed appuntita, viene usata per lavorare i terreni particolarmente duri e sassosi, e per cavare patate, bietole ed altri tipi di tuberi.
- la zappetta è invece utilizzata per i lavori da giardinaggio, e per estirpare l'erba nociva.

## Galleria d'immagini

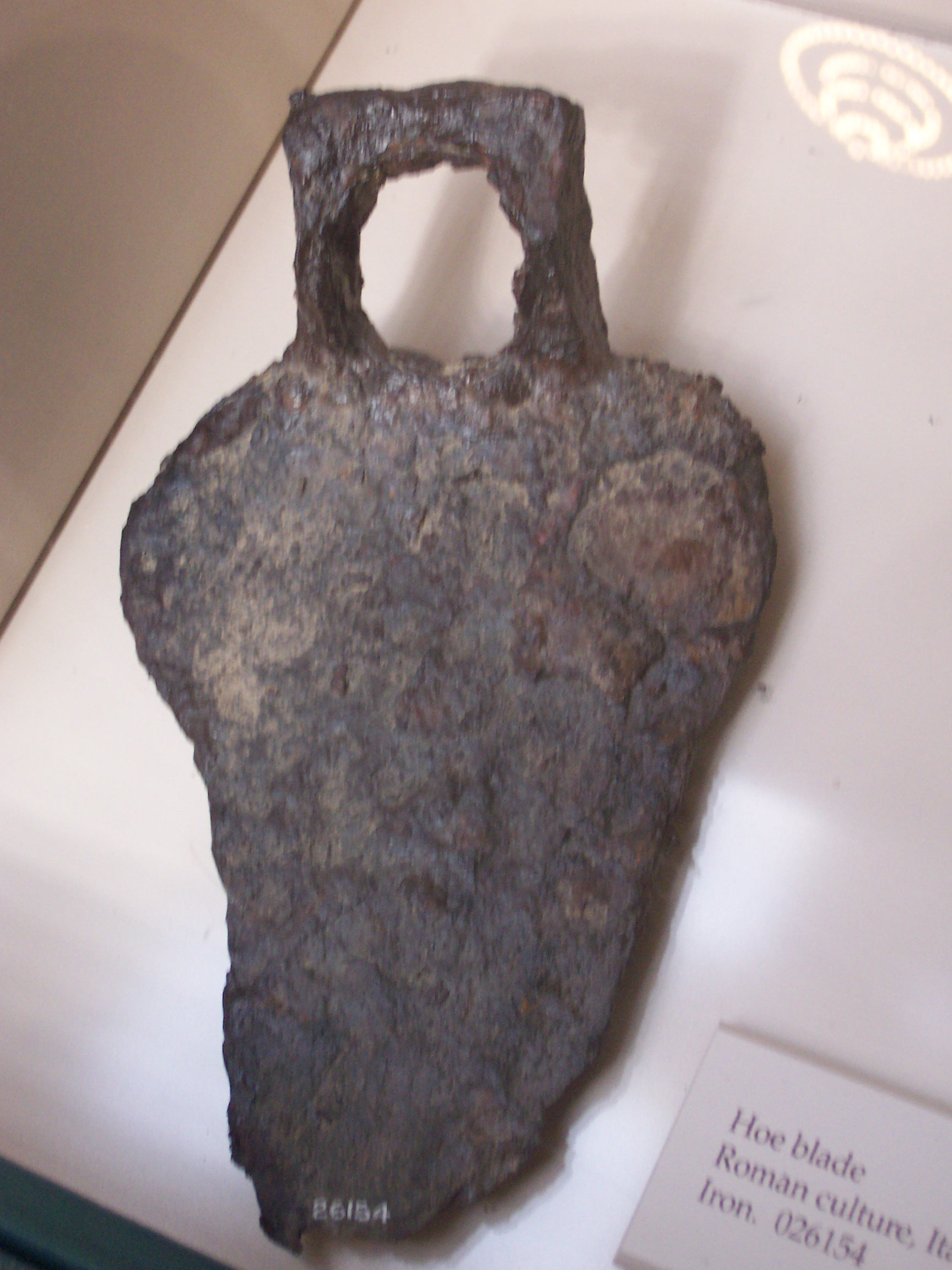
Un esempio di reperto di zappa in ferro dell'epoca romana
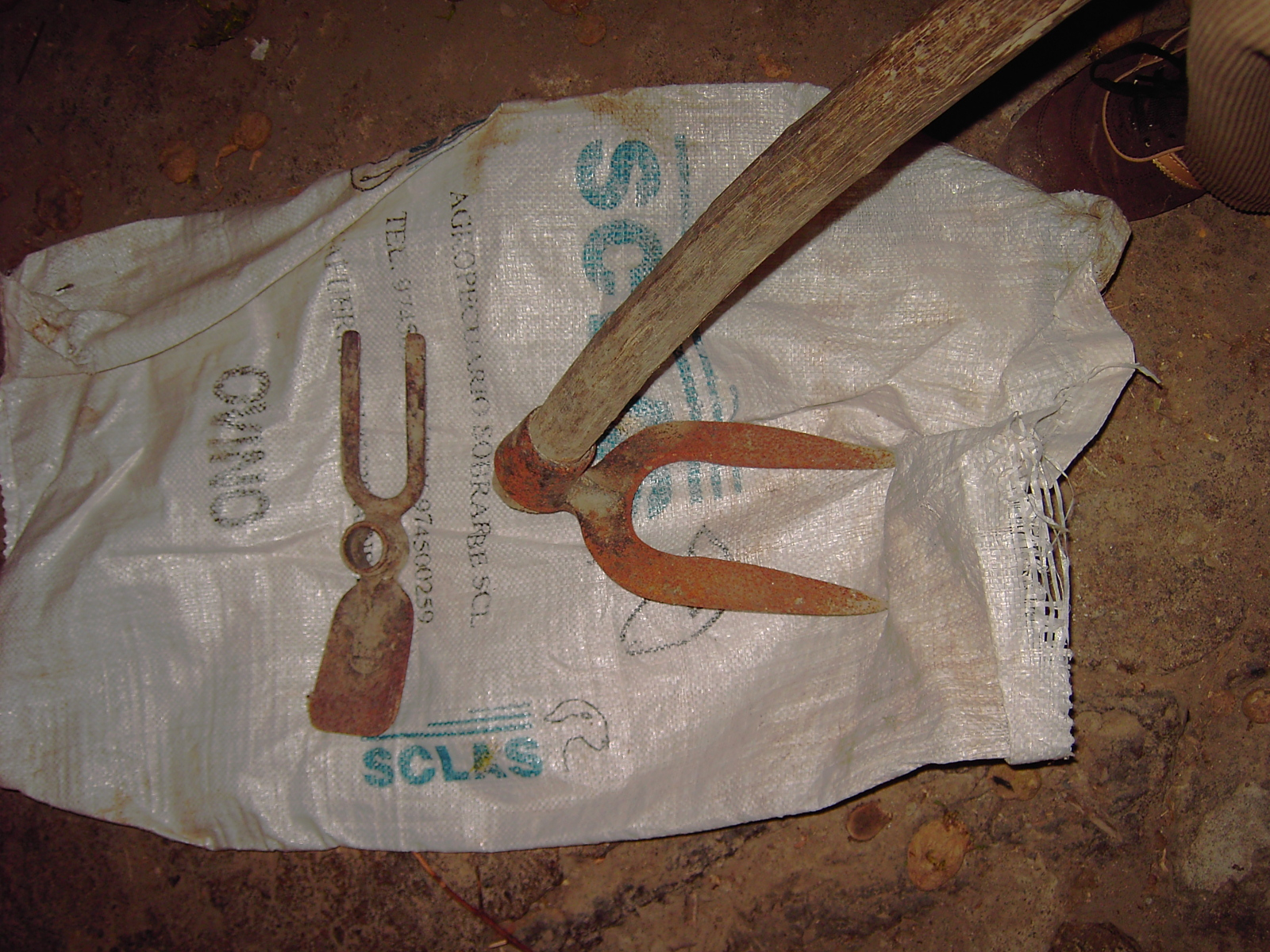
Dei vecchi esemplari di zappetta e zappone a due punte
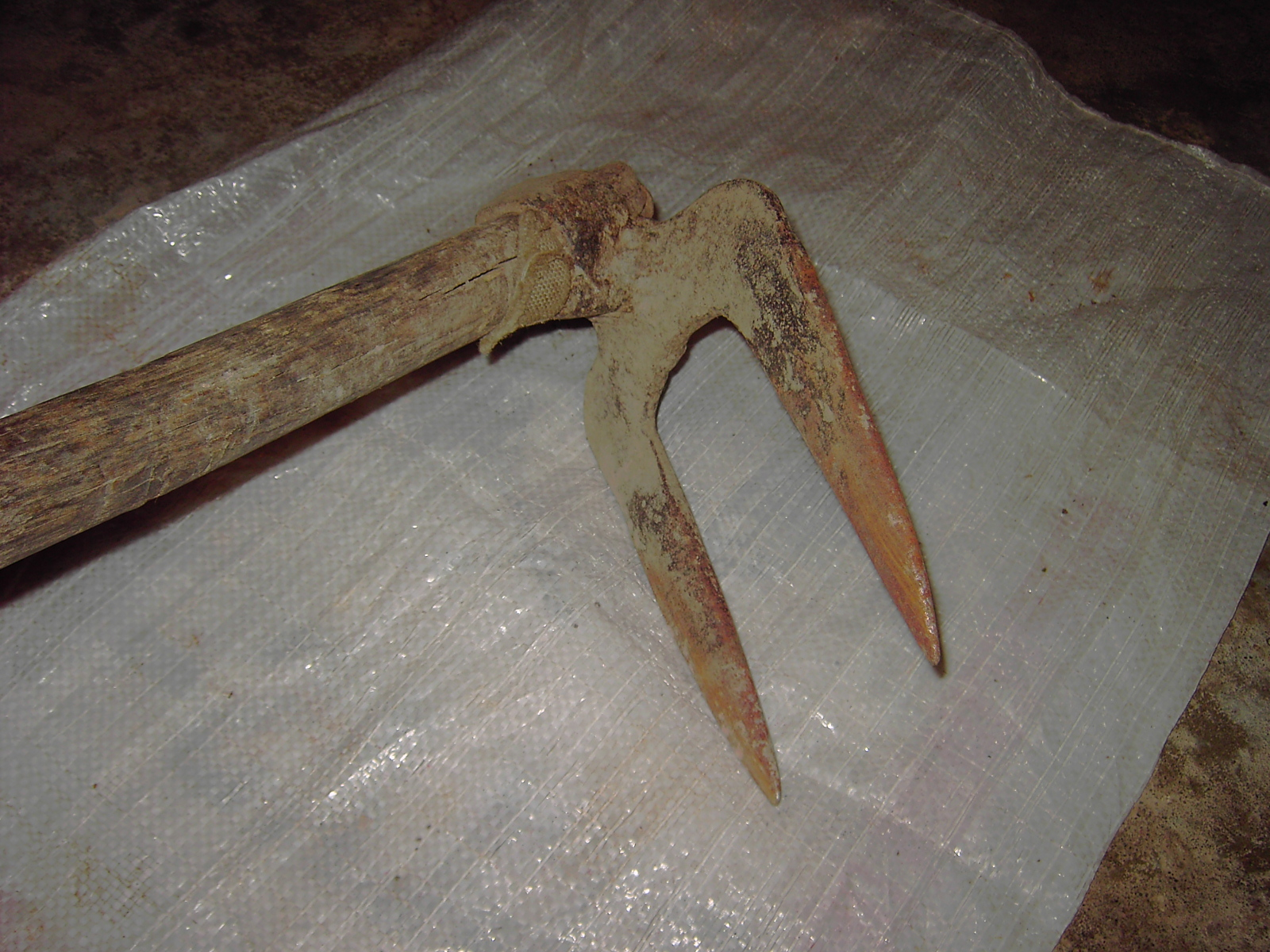
Un altro vecchio esemplare di zappone